# Dreifaltigkeitskirche (Oldenburg)

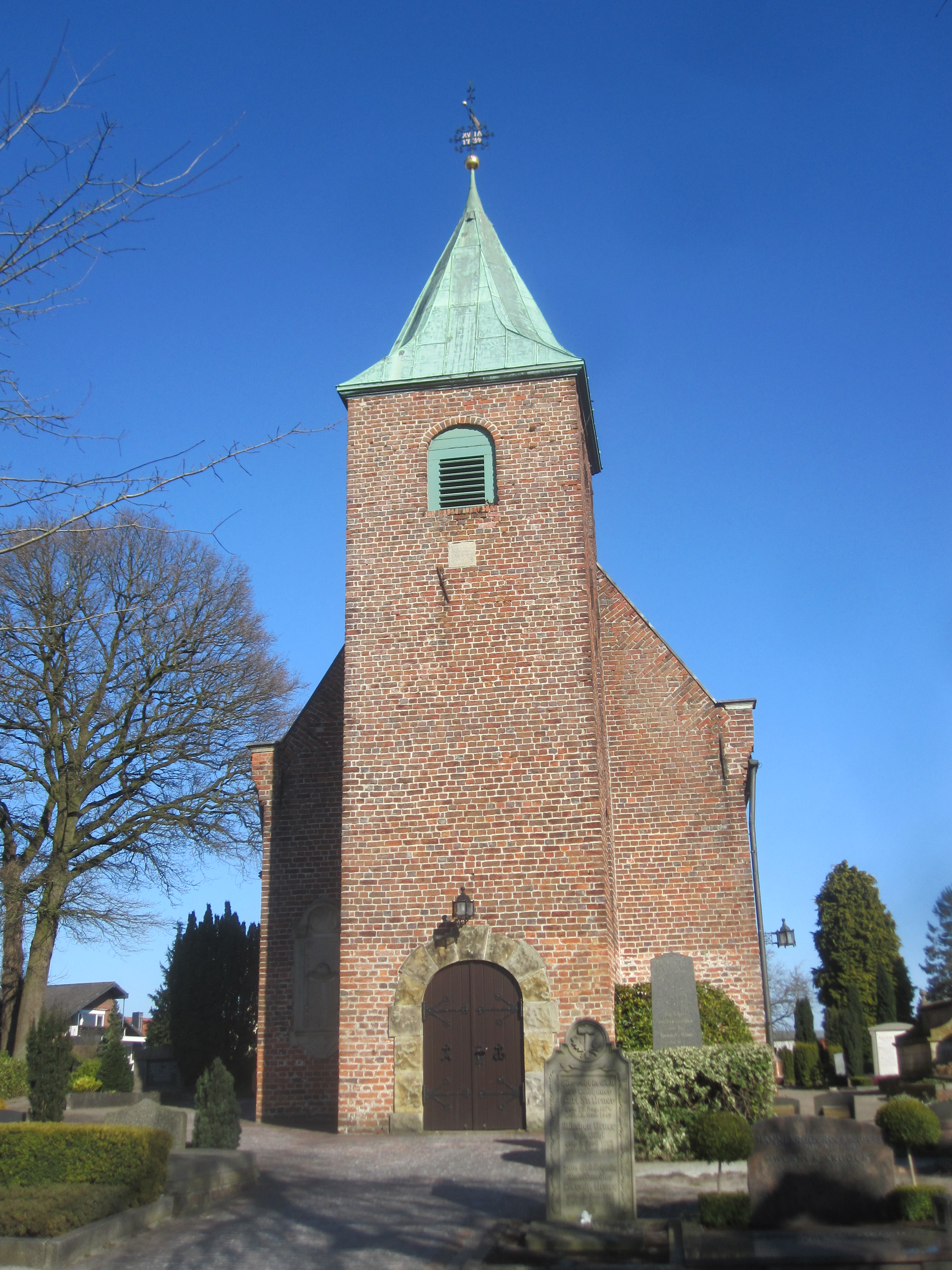
Dreifaltigkeitskirche in Osternburg von Westen

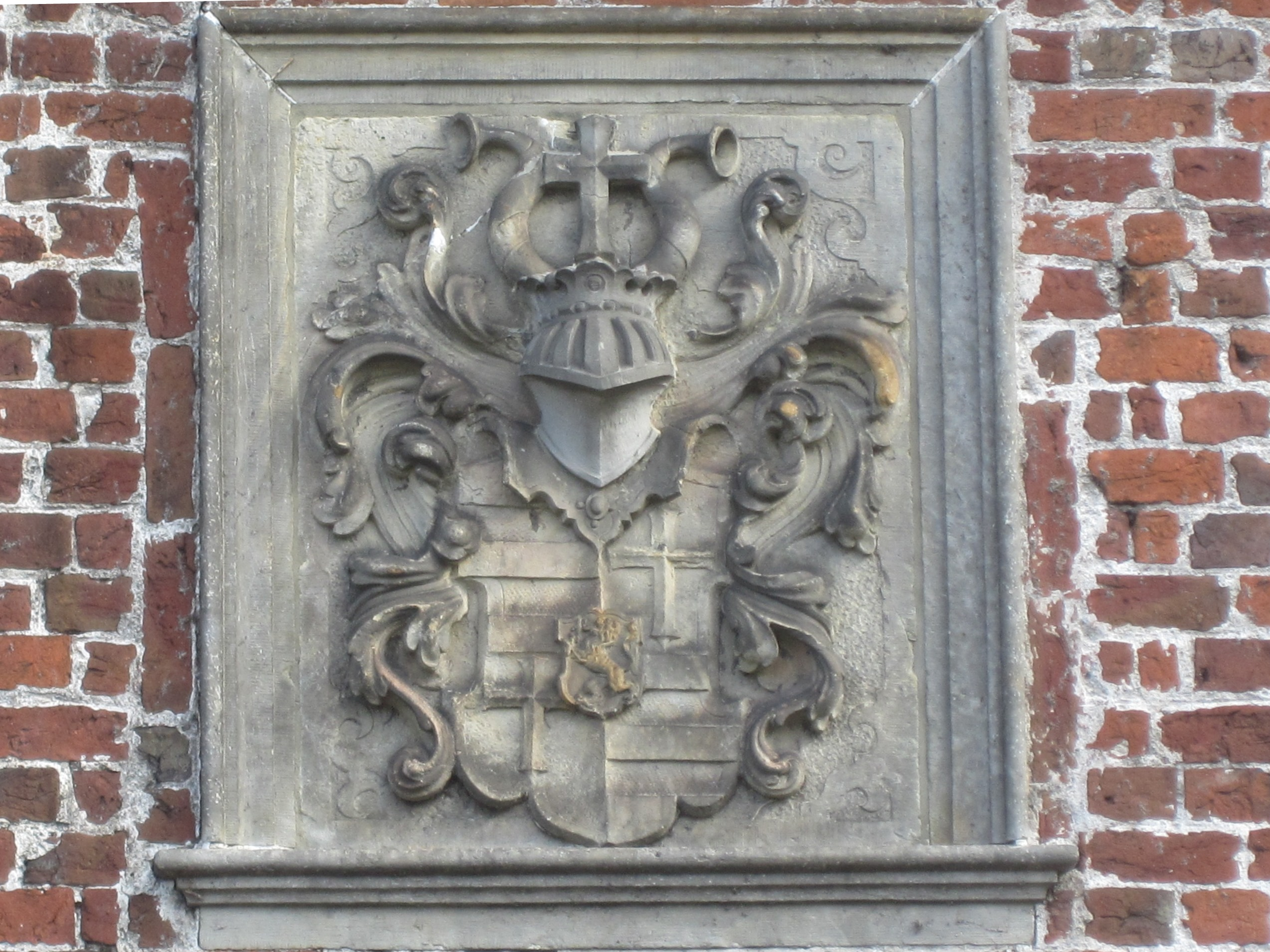
Wappen des Stifters über dem Südportal

Die evangelisch-lutherische Dreifaltigkeitskirche ist nach der Lambertikirche die zweitälteste Kirche der Stadt Oldenburg und die älteste Kirche im Stadtteil Osternburg.   	

## Geschichte
Die Kirche wurde 1616 durch Graf Anton Günther gestiftet. Das Kirchengebäude ist einschiffig in Ziegelstein errichtet. Die Kirche trägt als äußeren Schmuck über dem Eingang an der Südseite eine Sandsteintafel mit dem Wappen des Stifters. 1734 wurde die Kirche um eine Fensterachse und den Turm nach Westen erweitert. In das Mauerwerk der Westseite des Turms unter dem Schallfenster eingelassen ist eine vierzeilige Steinplatte mit dem Text „Gott sey uns gnädig und segne uns. Ps. 67. Anno 1734“.
1927 erhielt der Turm ein neues Kupferdach. Darüber befindet sich ein verziertes Doppelkreuz mit dem Kürzel X V I A („Christus lebt in Ewigkeit“) sowie eine Wetterfahne mit der Jahreszahl 1927.
Im Kircheninneren fallen die bunte barocke Balkendecke (1634), eine geschnitzte und bemalte Empore (1636), die Altarwand, eine Sandsteinkanzel mit Wappen des Grafenpaars (1616) und ein sandsteinerner Taufstein mit Messingbecken (1667) auf. Die Malereien an Decke, Emporen und den Altar führte ab 1634 ausweislich seiner Signatur der Oldenburger Maler und Schreibmeister Johannes Kirchring (der Jüngere) aus, dem auch die Figuren am  Epitaph Balthasar Dugend von 1645 zugeschrieben werden.

## Prediger
Über die Prediger von Beginn an existieren ausführliche Aufzeichnungen. Ihre Namen sind auch unterhalb der Kanzel mit Namen und Wirkungsjahren (von 1616 bis 1978) wiedergegeben.

## Orgel
Eine erste Orgel der Dreifaltigkeitskirche wird 1714 erwähnt. Seitdem ist die Orgel mehrfach ersetzt und erweitert worden. Die heutige Orgel ist 1956 in der Orgelbauwerkstatt von Alfred Führer entstanden. Die Orgel besteht aus 27 Registern. Die Orgelempore ist über eine Außentreppe zugänglich.
Disposition:
| Oberwerk      | Hauptwerk       | Pedal            |
| ------------- | --------------- | ---------------- |
| Krummhorn 8'  | Dulcian 16'     | Fagott 16'       |
| Gedackt 8'    | Prinzipal 8'    | Subbass 16'      |
| Quintade 8'   | Rohrflöte 8'    | Oktavbass 8'     |
| Trompete 8'   | Kleingedackt 4' | Gedacktbass 8'   |
| Oktav 4'      | Oktav 4'        | Choralbass 4'    |
| Rohrflöte 4'  | Mixtur 4-6f.    | Trompete 4'      |
| Scharff 4f.   | Nasard 2 2⁄ 3'  | Rauschpfeife 3f. |
| Flachflöte 2' | Prinzipal 2'    | Nachthorn 2'     |
| Terzian 2f.   | Terz 1 3/5'     |                  |
| Oktav 1'      |                 |                  |

## Glocken
In der Glockenstube hängen zwei Glocken. Die größere Glocke, nach der lateinischen Inschrift Trinitatisglocke genannt, wurde im August 1650 von den lothringischen Glockengießern Claudius Voillo und Gottfried Baulard gegossen. Die Glocke hat einen Durchmesser von 95 cm und wiegt ca. 520 kg. Die kleinere Glocke hing seit 1474 in Kieslingswalde in Schlesien. Sie sollte im Zweiten Weltkrieg für Rüstungszwecke  eingeschmolzen werden, blieb aber verschont und kam 1951 nach Osternburg.  Die Glocke hat einen Durchmesser von 82 cm und wiegt 330 kg.

## Kirchhof
Die Kirche ist umgeben von dem Alten Osternburger Friedhof, auf dem anfangs auch das Pfarrhaus und die Schule standen. Einige Grabstelen haben sich über die Jahrhunderte erhalten. Ein Grabkeller auf der Südseite der Kirche wird auf 1710 datiert. An der Nordwestecke ist ein Soldatenfriedhof abgeteilt.

## Fenster
In Richtung Süden zeigen drei Buntglasfenster mit biblischen Abbildungen, welche von der Glasmalereianstalt Ferdinand Müller gefertigt wurden.